# Pimoa jinchuan
Pimoa jinchuan (лат.) — вид пимовых пауков рода Pimoa (Pimoidae). Название дано по месту нахождения (Jinchuan County).

## Распространене
Азия: Китай, уезд Чучен, провинция Сычуань (Jinchuan County, the bridge from Xilizhai Village to Xiaojin County, 31.34°N, 102.19°E, на высоте 3411 м).

## Описание
Мелкие пауки, длина тела 5—8  мм. Карапакс самцов желтоватый с чёрными боковыми краями; грудная ямка и радиальные борозды отчетливые; стернум коричневый; брюшко чёрное с жёлтоватыми поперечными шевронами, почти овальное; ноги коричневые без перевязей. Карапакс самок желтоватый; грудная ямка и радиальные борозды отчетливые; стернум коричневый; брюшко чёрное с жёлтоватыми поперечными шевронами; ноги коричневые без перевязей. Сходен с видами P. lata, P. trifurcata и P. yele. Вид был впервые описан в 2021 году китайским арахнологами Xiaoqing Zhang и Shuqiang Li (Institute of Zoology, Chinese Academy of Sciences, Пекин, Китай) по материалам из Китая.